# Оксалилдиаминопропионовая кислота
Оксалилдиаминопропионовая кислота (β-оксалиламиноаланин) — не участвующая в формировании белков аминокислота, S-энантиомер которой содержится в бобовых растениях рода Чина (лат. Láthyrus). Она нейротоксична и может вызывать заболевание латиризмом при употреблении в пищу содержащих её бобовых растений. Токсичность, по-видимому, вызвана её структурным сходством с L-глутаминовой кислотой.

## Биосинтез
Оксалилдиаминопропионовая кислота является метаболитом серина:
На первой стадии биосинтеза происходит O-ацетилирование серина ацетил-коферментом А, катализируемое серин O-ацетилтрансферазой КФ 2.3.1.30
ацетил-CoA + L-серин {\displaystyle \to } CoA + O-ацетил-L-серин
Образовавшийся O-ацетил-L-серин затем взаимодействует с изоксазолин-5-оном, при этом ацетатный остаток замещается изоксазолиновым с образованием 3-(5-оксоизоксазолин-2-ил)-L-аланина, эта реакция катализируется β-(изоксазолин-5-он-2-ил)-L-аланин синтазой КФ 2.5.1.118:
O-ацетил-L-серин + изоксазолин-5-он {\displaystyle \to } 3-(5-оксоизоксазолин-2-ил)-L-аланин + CH3COO-
Под действием пока не идентифицированного фермента оксоизоксазолиновое кольцо замещенного аланина расщепляется, при этом образуется α,β-диаминопропионовая кислота, которая затем под действием 2,3-диаминопропионат N-оксалилтрансферазы КФ 2.3.1.58 ацилируется оксалил-коферментом А по аминогруппе в β-положении с образованием оксалилдиаминопропионовой кислоты:
α,β-диаминопропионат + Оксалил-CoA {\displaystyle \to } оксалилдиаминопропионат + CoA